# Hufeland-Haus
Das Hufeland-Haus ist eine soziale, freigemeinnützige Einrichtung in Frankfurt-Seckbach. Im Bereich der Alten- und Behindertenhilfe hatte die Einrichtung, im Kern eine stationäre Pflegeeinrichtung der Altenhilfe, mehrfach Modell- oder Pioniercharakter. Am 9. November 1964 wurde es mit 331 Plätzen als größtes hessisches Alten- und Pflegeheim in Betrieb genommen. Gleichzeitig eröffnete auch ein Kindergarten für das Pflegepersonal, nach eigenen Angaben der erste Betriebskindergarten in Frankfurt am Main. 1973 wurde im Hufeland-Haus die erste Tagespflegeeinrichtung für Senioren in der alten Bundesrepublik eröffnet, im Verlauf wurden weitere Angebote entwickelt, die älteren Menschen ein selbständiges Leben zuhause trotz Einschränkungen ermöglichen sollen. Dazu zählen Mobiler Sozialer Hilfsdienst, Fahrdienst, Betreutes Wohnen und Essen auf Rädern. Die Altenpflegeschule des Hufeland-Hauses besteht seit 1977, 2018 wurde sie im Vorgriff auf das ab 2020 geltende Pflegeberufegesetz in Bildungszentrum für Pflege umbenannt. 1997 entstand die Klinik für geriatrische Rehabilitation, heute Klinik für Geriatrie des Sankt-Katharinen-Krankenhauses. Seit 2004 steht das Hufeland-Haus auch jüngeren, d. h. unter 65-jährigen Menschen mit einer körperlichen Behinderung zur Verfügung.

## Namensgebung und Konzeption
Die Namensgebung „Hufeland-Haus“ erfolgte im Jahr 1974, zum 10-jährigen Bestehen des „Alten- und Krankenheims der Inneren Mission“, wie die Einrichtung bis dahin hieß. Die Umbenennung erfolgte nach dem Arzt Christoph Wilhelm Hufeland, um dem Anfang der 1970er Jahre entstehenden, neuen Anspruch des Hauses auf Rehabilitation und damit verbundener aktivierenden Pflege zu untermauern. Hufeland gilt wegen seines Verständnisses vom Altern als eines beeinflussbaren Prozesses als Wegbereiter der modernen Geriatrie. Darüber hinaus erlangte er Berühmtheit nicht nur wegen seiner prominenten Klientel (neben Goethe, Schiller, Herder, Wieland war auch die Familie von Friedrich Wilhelm III. mit Königin Louise seine Patienten), sondern auch durch die Armenfürsorge am preußischen Hof, die dem protestantischen Arzt und Freimaurer am Herzen lag. Aus diesen Gründen schien er dem Leitung des Hauses und seinem Träger, dem Evangelischen Verein für Innere Mission Frankfurt, besonders als Namenspate geeignet.
In der Folge wurde im Hufeland-Haus der therapeutisch-rehabilitative Anspruch konsequent umgesetzt: Neben einer der ersten Therapieabteilungen (1972 Ergotherapie, 1973 Physiotherapie) entstand 1976 auch das Bewegungsbad (Nichtschwimmer-Therapiebecken mit 32 °C Wassertemperatur) und die Abteilung für Hydrotherapie. In dieser Zeit entstand eine enge Zusammenarbeit mit dem Kuratorium Deutsche Altershilfe (KDA) und zu Ursula Lehr, Gerontologin und spätere Bundesministerin für Gesundheit. Sie hielt die Festrede zum 20-jährigen Bestehen des Hufeland-Hauses und stellte die Beispielhaftigkeit der Konzeption des Hauses heraus.
Für Therapie und Tagespflege wurde 1976 das „Hilfezentrum“ errichtet. Damit wurde auch die Öffnung des Hauses für externe Nutzer, vor allem im eigenen Stadtteil, baulich verwirklicht. 1989 bezog hier auch der neu gegründete Ambulante Pflegedienst seine Räume. Am 1. Januar 2023 wurde der Pflegedienst vom Pflegedienst KONTAKT e.V. (in gleicher Trägerschaft) übernommen.
Am 1. Dezember 2022 wurde der Neubau Wilhelmshöher Straße 34D in Betrieb genommen mit 39 barrierefreien Wohnungen und Räumen für die Kindertagesstätte.

## Leistungsbereiche
- Bereich Wohnen und Pflegen (Altenpflegeheim und Wohnbereich „Junge Pflege“ für jüngere Menschen mit körperlicher Behinderung, insgesamt 189 Plätze) (mit Versorgungsvertrag)
- Tagespflege mit Fahrdienst, 32 Plätze (mit Versorgungsvertrag)
- Betreutes Wohnen (1-3-Zimmer-Wohnungen mit Hausnotruf, Service und Betreuungsdienst, ca. 70 Wohnungen)
- Praxis für Physiotherapie und Ergotherapie (mit Kassenzulassung)
- Bildungszentrum für Pflege (vormals Altenpflegeschule): 6 Kurse Generalistische Pflegeausbildung, Weiterbildung Praxisanleiter (WPO Pflege), 180 Plätze
- Kindertagesstätte (24 Kindergartenplätze, 24 Krippenplätze)
- Bewegungsbad (Therapiebecken)
- Cafeteria (Mittagsrestaurant, Café, Snacks und Kioskartikel für Jedermann)

## Besonderheiten
- Vernetztes System häuslicher, ambulanter, teilstationärer und stationärer Angebote
- Akademische Lehreinrichtung des Studiengangs Pflege der Frankfurt University of Apllied Sciences (Fachbereich 4)
- Kooperation mit der Institutsambulanz der Klinik Hohe Mark (wöchentliche gerontopsychiatrische Sprechstunde im Hufeland-Haus)
- Praxis für Orthopädie und Unfallchirurgie (auf dem Gelände)

| Art                                        | Mehrgliedrige, freigemeinnützige Einrichtung der Alten- und Behindertenhilfe                   |
| Adresse                                    | Wilhelmshöher Str. 34                                                                          |
| Ort                                        | Frankfurt am Main (Seckbach)                                                                   |
| Land                                       | Hessen                                                                                         |
| Staat                                      | Deutschland                                                                                    |
| Koordinaten                                | 50° 8′ 21″ N, 8° 43′ 14″ O                                                                     |
| Internet                                   | www.hufeland-haus.de                                                                           |
| Anzahl Mitarbeiter (Stand: September 2023) | > 220                                                                                          |
| Träger                                     | Evangelischer Verein für Innere Mission Frankfurt, Ludolfusstraße 2–4, 60389 Frankfurt am Main |